# 新时代中国卓越高中发展共同体
新时代中国卓越高中发展共同体（英語：China’s 9Excellent High Schools Development Community in The New Era），简称“高中C9联盟”，是中国大陆一个高中的非盈利教育合作联盟。于2023年启动，联盟成员为浙江省镇海中学、河北衡水中学、济南市历城第二中学、南京外国语学校、复旦大学附属中学、福州第一中学、湖北省武昌实验中学、湖南师范大学附属中学以及华南师范大学附属中学。
根据“C9”首届理事会决议，“C9”共同体将在优质教育资源共享、教师发展、学生培养、管理改革、教育科研、教学质量评价、教育教学创新等方面开展交流合作，协同探索新时代中国普通高中教育改革发展新路径。